# J. Frank Glendon
J. Frank Glendon (Ohio, 25 de outubro de 1886 – Hollywood, 17 de março de 1937) foi um ator de cinema norte-americano. Ele apareceu em 79 filmes entre 1915 e 1936.

## Filmografia selecionada
- Cannibal King (1915)
- The Dawn of Understanding (1918)
- A Woman in the Web (1918)
- The Enchanted Barn (1919)
- The Wishing Ring Man (1919)
- Roman Candles (1920)
- A Tale of Two Worlds (1921)
- More to Be Pitied Than Scorned (1922)
- The Lost Special (1932)
- The Phantom Empire (1935)
- The Fighting Marines (1935)
- King of the Pecos (1936)